# Johann Wilhelm Camerer

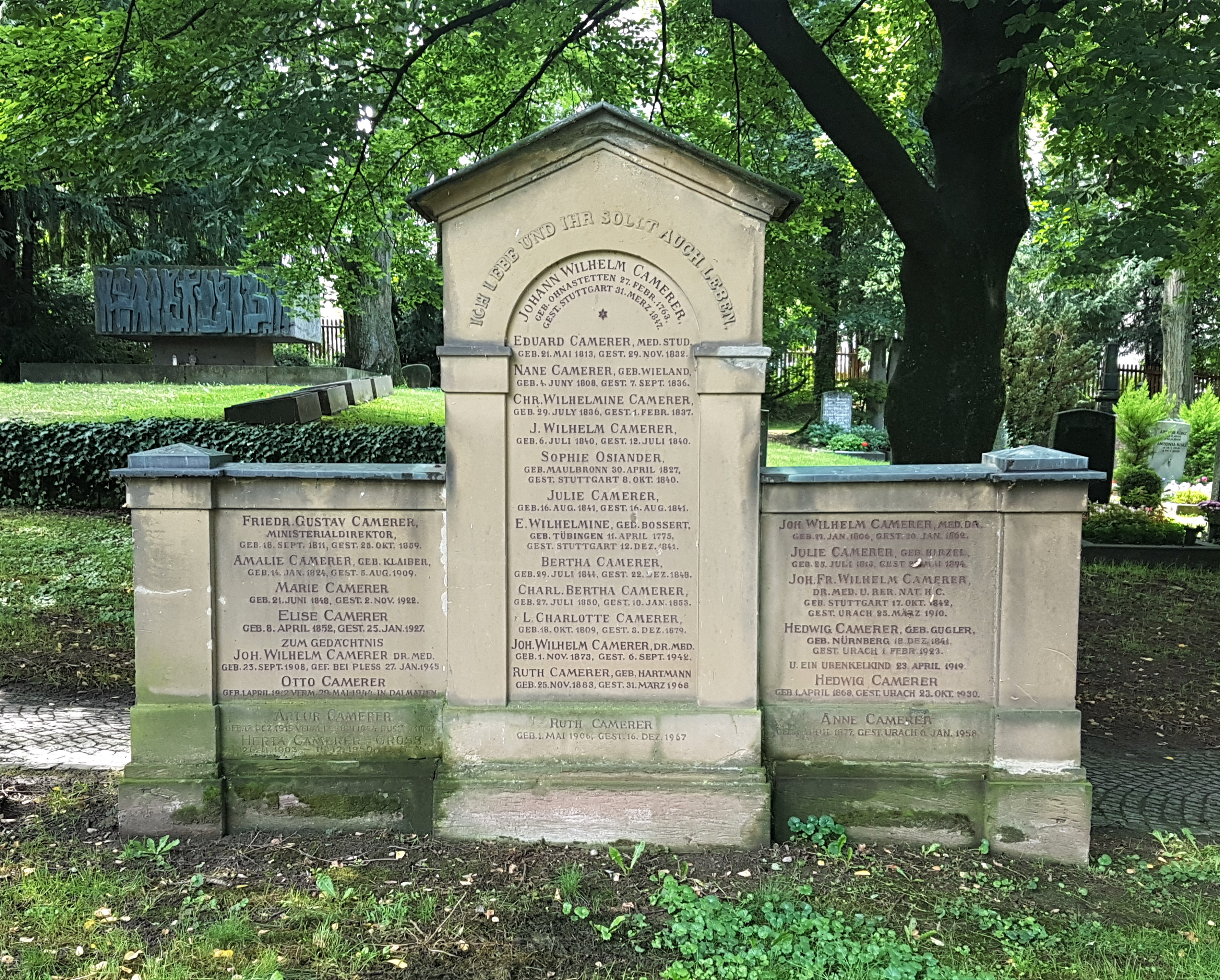
Familiengrab der Familie Camerer auf dem Fangelsbachfriedhof in Stuttgart

Johann Wilhelm Camerer, später von Camerer, (* 27. Februar 1763 in Ohnastetten; † 31. März 1847 in Stuttgart) war ein deutscher protestantischer Theologe, Mathematiker, Astronom und Mathematikhistoriker.

## Leben
Johann Wilhelm Camerer ist 1763 in Ohnastetten geboren, wo sein Vater Johannes Camerer von 1760 bis 1765 Pfarrer war. Nach dem Studium der Theologie war er Vikar in Dußlingen, ab 1800 Diakon an der St. Leonhardskirche in Stuttgart und später Prälat. Daneben widmete er sich der Mathematikgeschichte, Mathematik und Astronomie. Er war später  Mathematiklehrer am Stuttgarter Gymnasium und ab 1821 dessen Direktor.
Im Jahr 1797 wurde Camerer zum korrespondierenden Mitglied der Göttinger Akademie der Wissenschaften gewählt. Seit 1809 war er auch korrespondierendes Mitglied der Bayerischen Akademie der Wissenschaften.
Er erhielt den Orden der Württembergischen Krone und wurde damit geadelt.
Seine letzte Ruhestätte fand Camerer im Familiengrab auf dem Stuttgarter Fangelsbachfriedhof.

## Werk
Er gab 1824/25 mit Karl Friedrich Hauber eine lateinisch-griechische Ausgabe der ersten sechs Bücher der Elemente von Euklid heraus, die auf dem griechischen Text der von François Peyrard herausgegebenen Handschrift Vaticanus Graecus 190 beruht (allerdings auch auf den Ausgaben in Oxford 1703 (David Gregory) und Basel 1533). 
Sie enthält ausführliche Kommentare von Autoren aus den verschiedensten Jahrhunderten und wird von Thomas Heath deshalb außerordentlich gelobt. Unter den Kommentatoren sind Ausschnitte von Proklos, Pappos von Alexandria, Christophorus Clavius, Federigo Commandino, Niccolò Tartaglia, Jacques Peletier, Robert Simson, John Playfair, Isaac Barrow, John Wallis, André Tacquet, Giovanni Alfonso Borelli, William Austin.
Außerdem gab er heraus, was über die nur aus den Schriften von Pappos von Alexandria bekannte Schrift De Tactionibus (Über Berührungen) von Apollonios von Perge bekannt ist, die Stellen von Pappos dazu, eine eigene Rekonstruktion und die von François Viète. Außerdem stellt er die Geschichte des darin behandelten Apollonischen Problems dar. Er übersetzte auch die Vorlesungen über Kegelschnitte von  Robert Simson.
Er veröffentlichte viel über Astronomie in Bodes Jahrbüchern und Zachs Monatlicher Korrespondenz.

## Schriften (Auswahl)
- Propositiones nonnullae ad theoriam aestimationis errorum in triangulis planis et sphaericis pertinentes. Fues, Tübingen 1783 (Tübingen, Univ., Diss., 1783).
- (Hrsg.): Apollonii de tactionibus quae supersunt ac maxime lemmata Pappi in hos libros graece nunc primum edita cum Vietae librorum Apolloniae restitutione, adiectis observationibus, computationibus ac problematis Apolloniani historia. Ettinger, Gotha 1796.
- Ueber die Beyziehung der Besoldungen und Pensionen zu der französischen Kriegskontribution: den 12. Sept. 1796. Schramm, Tübingen 1796 (Digitalisat).
- (Hrsg.): Robert Simson’s drey erste Bücher von den Kegelschnitten übersetzt und mit Zusätzen herausgegeben von Johann Wilhelm Camerer. Cotta, Tübingen 1809.
- (Hrsg.) mit Karl Friedrich Hauber: Euclidis elementorum libri sex priores. Graece et latinos commentario et scriptis veterum ac recentiorum mathematicorum et Pfleidereri maxime illustrati, 2 Bände. Reimer, Berlin 1824–1825.
- Johannes Brenz, der württembergische Reformator. Köhler, Stuttgart 1840.
- (Hrsg.): Beiträge zur Geschichte des Stuttgarter Gymnasiums. Metzler und Steinkopf, Stuttgart 1834 (Digitalisat).